# Trikuspidalatresie
Die Trikuspidalatresie ist die fehlende Anlage (Atresie) der Trikuspidalklappe zwischen rechtem Vorhof und rechter Herzkammer (rechtem Ventrikel). Sie ist eine angeborene Herzfehlbildung, die zum  Formenkreis des Single Ventricle gehört. An der Stelle der Trikuspidalklappe befindet sich eine undurchlässige Membran. Das venöse Blut kann nur über einen Vorhofseptumdefekt in den linken Vorhof gelangen. Durch die Fehlbildung entsteht eine unzureichende Sauerstoffversorgung des Körpers und somit liegt ein zyanotischer Herzfehler vor. Die Trikuspidalatresie gehört zu den angeborenen zyanotischen Herzfehlern.

## Fehlbildungen und Folgen
Die rechte Herzkammer ist meistens erheblich unterentwickelt und es besteht ein Ventrikelseptumdefekt.
Das Blut aus unterer und oberer Hohlvene fließt durch einen Atriumseptumdefekt in den linken Vorhof. Von dort gelangt es in die vergrößerte linke Herzkammer, die meist zusammen mit der nicht komplett abgetrennten rechten Herzkammer wie eine einzige Kammer arbeitet. Die Neugeborenen haben eine Zyanose, da sich venöses und arterielles Blut vermischt. Zusätzlich kann eine Pulmonalstenose vorliegen, die den Zustrom zur Lunge begrenzt. Besteht die Pulmonalstenose nicht und bildet sie sich auch nicht im Laufe der Zeit, besteht die Gefahr der Entwicklung einer pulmonalen Hypertonie, weil die große linke Herzkammer Aorta und Lungenschlagader mit dem gleichen hohen Druck versorgt.
In etwa 20 % der Fälle besteht zusätzlich eine Transposition der großen Arterien, die zur Typisierung herangezogen wird.

Rashkind-Manöver bei einer Trikuspidalatresie IB

### Typen
Die Grundeinteilung erfolgt nach der Position der großen Arterien:
- Typ I: normale Stellung der großen Arterien
- Typ II: d-Transposition der großen Arterien
- Typ III: l-Transposition der großen Arterien
- Typ IV: Truncus arteriosus communis[2]

Hinzu kommt eine ergänzende sekundäre Typisierung, welche den Flusszustand zur Lunge angibt:
- Typ A: Pulmonalatresie
- Typ B: Pulmonalstenose
- Typ C: keine Stenose der Pulmonalklappe/-arterie

## Diagnostik
- Echokardiografie
- EKG
- Herzkatheteruntersuchung

## Therapie
Initial
- Rashkind-Manöver, um den Abfluss des Blutes aus dem rechten in den linken Vorhof zu sichern.

Zusätzlich
- Liegt eine Pulmonalatresie vor oder begrenzt eine Pulmonalstenose den Zufluss zur Lunge zu stark, kann die Anlage eines aorto-pulmonalen Shunts (z. B. einer Blalock-Taussig-Anastomose) die Situation verbessern.
- Besteht die Gefahr einer „Pulmonalen Hypertonie“, weil keine Pulmonalstenose vorliegt, kann ein Pulmonales Banding erforderlich werden.

Abschließend
- Die Fontan-Operation mit ihren Modifikationen ist das heute gebräuchliche Operationsverfahren. Bei einer vorliegenden Voroperation wird dann ein aorto-pulmonaler Shunt wieder aufgehoben bzw. ein „Pulmonales Banding“ gelöst.

## Langzeiterwartungen
Nach der Fontan-Operation sind die Kinder nicht mehr zyanotisch. Die Alltagsbelastbarkeit ist meist recht gut. Längerfristig können Herzrhythmusstörungen auftreten.
Regelmäßige Kontrolluntersuchungen und auch die Einhaltung einer Endokarditisprophylaxe sind lebenslang erforderlich.